# Sardan
Sardan là một xã trong vùng Occitanie. Xã Sardan nằm ở khu vực có độ cao trung bình 70 mét trên mực nước biển.